# Средний Кондратьевский переулок
Сре́дний Кондра́тьевский переу́лок — улица в центре Москвы на Пресне между Грузинским и Малым Тишинским переулками.

## Происхождение названия
Средний Кондратьевский переулок возник как Михайловский переулок (по фамилии домовладельца), с XIX века носит современное название по имени землевладельца Кондратия Селивёрстова. Кроме Большого и Среднего Кондратьевских переулков, существовал еще и Малый, но не Кондратьевский, а Селивёрстовский — по фамилии того же землевладельца.

## Описание
Переулок начинается от Грузинского переулка в начале последнего недалеко от Грузинского Вала, проходит на юг между домами 1 и 3 по Грузинскому переулку и зигзагом идёт между жилыми домами, выходя на Малый Тишинский переулок.
В переулке организовано одностороннее движение от Грузинского переулка к Малому Тишинскому переулку.

## Здания и сооружения
По нечётной стороне:
По чётной стороне:
- Дом 8А — 2 корпус ЦО № 1240 (бывш. школа № 127)